# Черлакский уезд
Черла́кский уезд — административно-территориальная единица Акмолинский губернии Киргизской АССР, существовавшая в 1922—1925 годах.
Уездный центр — станица Черлак.

## История
Черлакский уезд с центром в Черлаке был образован 10 мая 1922 года из Ореховского района (Утверждено ЦИК КазАССР 24 марта 1923 года).
15 мая 1922 года из Омского уезда Омской губернии в Черлакский уезд были переданы Татарская (посёлок Татарск), Черлаковская (станица Черлак) волости.
В 1922 году Николаевская волость была переименована в Караульскую.
13 марта 1923 года (Утверждено Черлакским уисполкомом от 15 марта 1923 года) Дробышевская и Татарская волости были присоединены к Черлаковской, Котельниковская и Русско-Полянская — к Добровольской, Ново-Санжаровская, Ореховская и Черноусовская — к Степановской. Алаботинская, Кызыл-Агачская и Киреевская волости объединены в Бостандык-Тускую волость с центром в районе озера Сары-Куль, а Караульская, Каройская, Койтасская и Текинская волости объединены в Кзыл-Тускую с центром в ауле Шарыкбай.
В начале 1925 года центр Бостандык-Туской волости был перенесён в село Добровольское.
22 мая 1925 года (Утверждено ВЦИК 26 октября 1925 года) Черлакский уезд был упразднён. Его территория присоединена к Петропавловскому уезду.

## Административно-территориальное деление
- Бостандык-Туская волость (кочевая волость)
- Добровольская волость (село Добровольское)
- Кзыл-Туская волость (аул Шарыкбай)
- Степановская волость (станица Степановская)
- Черлаковская волость (станица Черлак)